# Traité instituant la Communauté de développement d'Afrique australe
Le traité instituant la Communauté de développement d'Afrique australe est le traité fondateur de la Communauté de développement d'Afrique australe.
Le traité remplace le mémorandum d'accord sur les institutions de  Conférence de coordination pour le développement de l'Afrique australe.

## Contenu
Le traité est divisé en 44 articles. 

### Procédures d'amendement

#### Amendement au traité
L'article 36 du traité contient la procédure d'amendement.
Un amendement peut être proposé par un État membre au Secrétaire exécutif. Celui-ci en avertit les autres États membres et convoque une réunion du Conseil trois mois après les en avoir notifiés. Le Conseil considère alors l'amendement. 
Une fois la procédure achevée, l'amendement est approuvé par trois quarts des membres du Sommet.
M. Nyathi souligne que l'article 36 manque toutefois de clarté. Il en découle que les exécutifs des États membres peuvent amender le traité sans soumettre l'amendement à leurs parlements nationaux respectifs pour ratification.
Par ailleurs, cette disposition signifie que seul le Sommet, sans les autres institutions de la CDAA mais également sans leurs institutions nationales respectives, décide de l'avenir de l'organisation.

#### Adoption et amendement de protocoles
L'article 22 du traité dispose que toute adoption d'un protocole doit être ratifiée par les États membres. En revanche, la procédure d'amendement des protocoles est incertaine. Ainsi, certains protocoles, dont celui sur le genre et le développement, dispose qu'un amendement peut être adopté par une majorité des trois quarts des États membres.

## Sources